# بوسينا
بوسينا (بالإيطالية: Posina)‏ هي مدينة وبلدية في مقاطعة فشنزة في منطقة فنيتة، شمال إيطاليا.